# 八乙女光
八乙女光（日语：／ Yaotome Hikaru，1990年12月2日—）是日本一名歌手、演员和电视艺人，同时也是偶像男子组合Hey! Say! JUMP及Hey! Say! BEST的成员。八乙女光出生于宫城县仙台市，其经纪合约属于杰尼斯事务所。

## 簡歷
〔出道前〕
- 2002年，八乙女光通过杰尼斯事务所的试镜，并成功加入事务所。[3]据说，当时杰尼斯事务所的总裁约翰尼·喜多川正在审核八乙女光的面试录像时，一起观看的Ya-Ya-yah组合成员薮宏太表示“我觉得他很好”，这帮助了八乙女光通过最后的审查。[4]
- 2003年7月，八乙女光以Ya-Ya-yah新成员的身份加盟根据电影《伴我同行》改编的同名舞台剧演出。[3][5]
- 2004年，八乙女光出演电视剧《3年B组金八先生（第七季）》，演出学生丸山。[6][7]凭借在该剧的表现，八乙女光与鲇川太阳、薮宏太一起获得第八届日刊体育电视连续剧大奖的最佳新人奖。[8]
- 2006年，为了应援“世界女排大奖赛”，八乙女光参加了杰尼斯事务所推出的特别限定应援组合Kitty GYM（日语：Kitty GYM）。[9]

〔出道後〕
- 2007年9月21日，八乙女光被选拔为Hey! Say! JUMP的成员。同年11月14日以单曲《Ultra Music Power》实现组合CD形式出道。
- 2007年11月3日，與同團成員藪宏太開始固定主持綜藝節目「Hi! Hey! Say!」。
- 2009年2月17日，堀越高等学校毕业。[10]
- 2009年4月5日，與同團成員山田涼介、知念侑李開始固定出演綜藝節目「SCHOOL革命！」
- 2009年7月24日，同事務所的前輩瀧澤秀明與錦戶亮主演的電視劇「雙頭犬」開播，飾演販賣違法藥物的青年熊切勝一角。
- 2009年10月10日，「Hi! Hey! Say!」更名為「週末YY JUMPing」，仍由八乙女光與藪宏太主持。
- 2011年3月27日，再次出演「3年B組金八先生系列」的最終特輯「3年B組金八先生ファイナル～『最後の贈る言葉』4時間SP」，繼續飾演丸山しゅう一角。同團成員岡本圭人、藪宏太也參與演出。
- 2011年7月，與同事務所的Kis-My-Ft2玉森裕太、藤谷太輔共同主演連續劇「原來是美男」，飾演本鄉勇氣一角，並以劇中的樂團「A.N.JELL」名義進行演出和發行專輯。
- 2012年4月10日，出演的連續劇「37歲成為醫生的我～實習醫生的純情故事～」開播，飾演實習醫師下田健太郎一角。
- 2012年9月，出演傑尼斯出品的夢幻長壽舞台劇「DREAM BOYS」。該年主演為KAT-TUN龜梨和也，共同出演者還有Kis-My-Ft2玉森裕太、千賀健永、宮田俊哉，以及當時尚為Jr.團體的Snow Man。
- 2013年11月24日，宣布隔年1月將單獨初主演電視劇「DARK SYSTEM 戀之王座決定戰」，飾演加賀見次郎一角；同團成員伊野尾慧也參與演出。電視劇主題曲「AinoArika」由Hey! Say! JUMP演唱，歌曲中的rap詞為八乙女所作。[11]
- 2014年4月1日，與同團成員有岡大貴開始出演綜藝節目「ヒルナンデス！」，擔任星期二的固定班底。
- 2014年5月，主演舞台劇「殺風景」，飾演稔一角；並為了角色染成金髮。
- 2015年4月4日，與同團成員伊野尾慧開始主持廣播節目「らじらー！サタデー」。
- 2015年4月11日，同事務所的前輩關西傑尼斯8大倉忠義主演的電視劇「虐待狂刑警」開播，飾演濱田宗一郎一角。
- 2016年4月13日，與同團成員知念侑李、中島裕翔、岡本圭人、高木雄也、藪宏太參與傑尼斯事務所大型盛事「"東京ドームに全員集合" みんなにサンキュー！ジャニーズ野球大会」。
- 2017年5月，與同團成員有岡大貴、高木雄也主演深夜電視劇「機器飯友(孤食ロボット)」，飾演機器人"オットリ"(小穩重)一角。3人並組成限定團體A.Y.T，演唱主題曲「Are You There?」。
- 2019年3月8日，宣布將出演由同事務所的前輩關西傑尼斯8村上信五擔任塾長的即興劇「もしも塾」。共同演出的還有同團成員有岡大貴、同事務所的後輩Johnny's WEST桐山照史、重岡大毅。
- 2022年1月29日，由於左耳被診斷出突發性耳聾，音樂活動受到影響，透過公司宣布將暫停所有活動，決定好好休養進行治療。
- 2023年6月13日，開設個人Instagram帳號。
- 2024年8月12日，宣布與圈外女性結婚[12]。

## 兴趣爱好
八乙女光擅长插图制作，同时也会制作演唱会。2009年3月21日至25日的Hey! Say! 7演唱会就由他亲手负责制作。

## 歌曲
《作詞》
- いま進もう / Ya-Ya-yah (未收錄於任何發行作品)
- INFINITY / Hey! Say! JUMP（收錄於Hey! Say! JUMP 2010年7月7日發行的專輯「JUMP NO.1」）
- パーフェクト ライフ / Hey! Say! JUMP（收錄於Hey! Say! JUMP 2012年6月6日發行的專輯「JUMP WORLD」）
- サム＆ピンキー / Hey! Say! JUMP（收錄於Hey! Say! JUMP 2012年6月6日發行的專輯「JUMP WORLD」）
- コンパスローズ / Hey! Say! JUMP（收錄於Hey! Say! JUMP 2014年6月18日發行的專輯「smart」）
- UNION / 有岡大貴・八乙女光・薮宏太（收錄於Hey! Say! JUMP 2015年6月24日發行的專輯「JUMPing CAR」初回限定盤2）(共同作詞)
- Go Fighter / 八乙女光・薮宏太（收錄於Hey! Say! JUMP 2019年8月21日發行的單曲「ファンファーレ！」初回限定盤2）(共同作詞)

《Rap詞》
- Score / Hey! Say! BEST（收錄於Hey! Say! JUMP 2010年7月7日發行的專輯「JUMP NO.1」）
- AinoArika / Hey! Say! JUMP（收錄於Hey! Say! JUMP 2014年2月5日發行的單曲「AinoArika/愛すればもっとハッピーライフ」）

《作曲》
- Tears and Smile / 薮宏太・八乙女光 (未收錄於任何發行作品)

《作詞、作曲》
- アイ☆スクリーム / Hey! Say! JUMP（收錄於Hey! Say! JUMP 2010年7月7日發行的專輯「JUMP NO.1」）(共同作曲)
- Come Back...? / Hey! Say! JUMP（收錄於Hey! Say! JUMP 2014年6月18日發行的專輯「smart」）

《Solo歌曲》
- ジェントルズ / 八乙女光 (未收錄於任何發行作品)
- PINK / 八乙女光（收錄於Hey! Say! JUMP 2018年8月22日發行的專輯「SENSE or LOVE」初回限定盤）
  - 於2018年的同名巡迴演唱會「Hey! Say! JUMP LIVE TOUR SENSE or LOVE」演唱

《Unit歌曲》
- Tears and Smile / 薮宏太・八乙女光 (未收錄於任何發行作品)
- Yes！/ 怪盜y-ELLOW-voice（收錄於Hey! Say! JUMP 2014年6月18日發行的專輯「smart」通常初回包裝盤）
  - 與同團成員山田涼介、高木雄也組成的專輯限定團體
  - 於2014年的同名巡迴演唱會「Hey! Say! JUMP LIVE TOUR 2014 smart」演出，有解開白色襯衫上半身半裸的橋段
- UNION / 有岡大貴・八乙女光・薮宏太（收錄於Hey! Say! JUMP 2015年6月24日發行的專輯「JUMPing CAR」初回限定盤2）
  - 於2015年的巡迴演唱會「Hey! Say! JUMP LIVE TOUR 2015 JUMPing CARnival」以band形式演出
- 今夜貴方を口説きます / 伊野尾慧・八乙女光（收錄於Hey! Say! JUMP 2016年7月27日發行的專輯「DEAR.」初回限定盤2）
  - 曲名來自於兩人共同主持的廣播「らじらー！サタデー」中的單元名稱
  - 於2016年的同名巡迴演唱會「Hey! Say! JUMP LIVE TOUR 2016 DEAR.」演出，造型為誇張的眼鏡和華麗的裝飾
- Are You There? / A.Y.T（收錄於Hey! Say! JUMP 2017年7月5日發行的單曲「Precious Girl / Are You There?」）
  - 與同團成員有岡大貴、高木雄也主演連續劇「機器飯友」的主題曲，3人組成限定團體A.Y.T
  - MV & making 收錄於初回限定盤2的DVD
  - 於2017年的巡迴演唱會「Hey! Say! JUMP LIVE TOUR I/Oth Anniversary TOUR 2017」演出，服裝重現連續劇中的造型
- Go Fighter / 八乙女光・薮宏太（收錄於Hey! Say! JUMP 2019年8月21日發行的單曲「ファンファーレ！」初回限定盤2）
  - 於2020年6月18日的線上演唱會「Johnny’s World Happy LIVE with YOU」演出

## 演出作品
注：八乙女光以Ya-Ya-yah、Hey! Say! JUMP及Hey! Say! BEST组合成员共同出演的节目请参看相应的组合词条。

### 電視劇
- 雙頭犬（2009年7月24日 - 9月25日、TBS電視台）飾演 熊切勝
- 3年B組金八先生ファイナル～「最後の贈る言葉」4時間SP（2011年3月27日、TBS電視台）飾演 丸山しゅう
- 原來是美男（2011年7月15日 - 9月23日、TBS電視台）飾演 本鄉勇氣
- 37歲成為醫生的我～實習醫生的純情故事～（2012年4月10日 - 6月19日、關西電視台）飾演 下田健太郎
- DARK SYSTEM 戀之王座決定戰（2014年1月20日 - 3月24日、TBS電視台）飾演 加賀見次郎
- 虐待狂刑警（2015年4月11日 - 6月20日、日本電視台）飾演 濱田宗一郎
- 機器飯友（2017年6月19日 - 8月21日、日本電視台）飾演 機器人"オットリ"(小穩重)
  - 2017年11月15日發行DVD-BOX

### 電視節目
- Hi! Hey! Say!（2007年11月3日 - 2009年9月26日、東京電視台）
- SCHOOL革命！（2009年4月5日 - 、日本電視台）
- 週末YY JUMPing（2009年10月10日 - 2011年3月26日、東京電視台）
- J'J Hey! Say! JUMP 高木雄也&知念侑李 ふたりっきり フランス縦断各駅停車の旅（2012年10月1日 - 12月17日、日本電視台）
  - 與同團成員薮宏太共同主持，知念侑李與高木雄也出演。
  - 2013年3月27日發行DVD-BOX
- ヒルナンデス！（2014年4月1日 - 、日本電視台）

### 舞台劇
〔出道前〕
- 滝沢演舞城 2007（2007年7月3日 - 29日、新橋演舞場）

〔出道後〕
- DREAM BOYS（2012年9月3日 - 29日、帝國劇場）
- 殺風景（2014年5月3日 - 25日、Bunkamura Theatre Cocoon；5月30日 - 6月2日、BRAVA！劇場）飾演 稔
- 薔薇と白鳥（2018年5月27日 - 6月24日、東京Globe座；6月29日 - 7月1日、森之宮Piloti Hall）飾演 克里斯多福·馬羅 （與成員高木雄也共同主演）

### 广播剧
- 《剧Radio! LIVE 2014〈野崎小酒馆〉》（2014年11月2日，NHK广播第1频率）

### 廣播
- らじらー！サタデー（2015年4月4日-、NHK广播第1频率）

### 其他演出
〔出道前〕
- ジャニーズJr.の大冒険!@メリディアン（2006年8月15日 - 25日、台場美麗殿飯店Palais-Royal）
- you達の音楽大運動会（2006年9月30日 - 10月1日、國立代代木競技場第一體育館）
- 2007年謹賀新年 あけましておめでとう ジャニーズJr.大集合 日本武道館 5日間公演（2007年1月2日 - 7日、日本武道館）
- ジャニーズJr.の大冒険！'07@メリディアン（2007年8月15日 - 24日、台場美麗殿飯店Palais-Royal）
- JOHNNYS' Jr.Hey Say 07 in YOKOHAMA ARENA（2007年9月23日 - 24日、橫濱Arena）

〔出道後〕
- 2009 Spring Concert Hey! Say! 7 (2009年3月24日、25日、日本ガイシホール)
  - 與同團成員有岡大貴客串出演
- "東京ドームに全員集合" みんなにサンキュー！ジャニーズ野球大会（2016年4月13日、東京巨蛋）
- もしも塾 (2019年4月5日、7日、東京Globe座)[15]
  - 4月5日之場次與Johnny's WEST的桐山照史、重岡大毅共同演出
  - 4月7日之場次與同團成員有岡大貴共同演出